# Peleteria aenea
Peleteria aenea là một loài ruồi trong họ Tachinidae.